# Andy Furtado
Andy Alexander Furtado Dixón (Limón, 3 gennaio 1980) è un ex calciatore costaricano, di ruolo attaccante.

## Carriera

### Club
Arrivò all'Herediano in qualità di prestito proveniente dal Marathón di Honduras, squadra alla quale arrivò nel luglio 2008 e nella quale giocò due tornei brevi. In terra catracha segnò sei gol; cinque nel Clausura ed uno nell'Apertura.
In precedenza, nella stagione 2006-2007, Furtado giocò con il San Carlos. Nel torneo di Apertura giocò 17 partite e segnò sei gol. Nel Clausura, giocò 11 partite e segnò quattro gol.
Nel campionato 2007-2008, nell'Apertura e sempre con il San Carlos, giocò 15 partite (9 reti) e nel Clausura 4 partite, senza gol.
Andy Furtado giocò in Costa Rica anche con Santos de Guápiles, Limonense e Fusión de Tibás.
È stato successivamente sospeso per essere risultato positivo in un controllo antidoping per betametasone

### Nazionale
È un membro della squadra nazionale della Costa Rica con la quale è andato in competizione nella Coppa UNCAF 2007 disputata in El Salvador e nella Coppa UNCAF 2009 disputata in Honduras.